# Sparda-Bank Nürnberg
Die Sparda-Bank Nürnberg eG ist eine deutsche Genossenschaftsbank mit Sitz in der bayerischen kreisfreien Stadt Nürnberg. 

## Geschichte

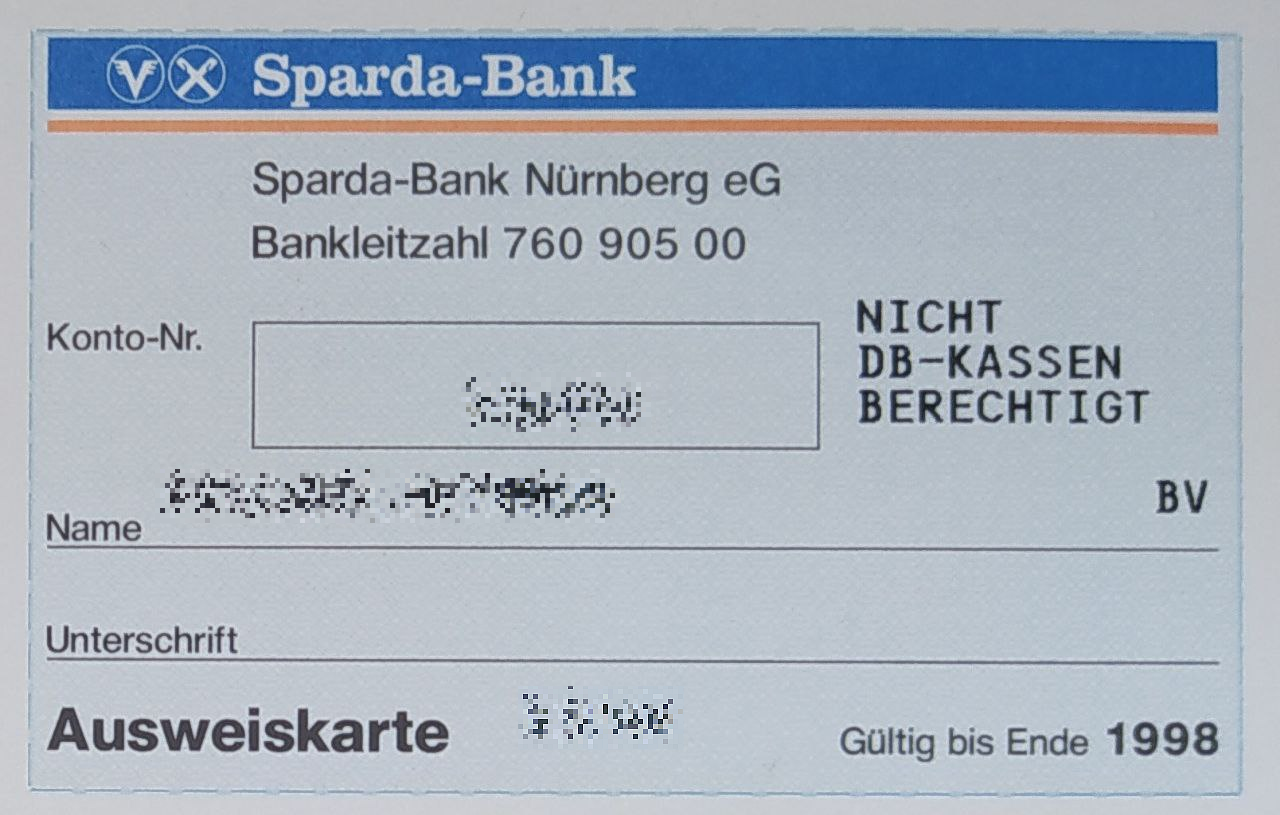
Ausweiskarte, Mitte der 1990er Jahre (mit Abschaffung der Bargeldauszahlung am Bankschalter abgeschafft)

Die heutige Sparda-Bank Nürnberg wurde am 22. Dezember 1930 von 104 Eisenbahnangestellten im Kongresssaal des Nürnberger Hauptbahnhofs unter dem Namen Reichsbahn-Spar- und Darlehenskasse gegründet. Als erster Vorsitzender des Vorstandes wurde der Reichsbahn-Oberinspektor Johann Wolf bestellt.
Schon kurz nach der Gründung der Genossenschaft vervielfachte sich die Anzahl der Mitglieder, so dass die Darlehenskasse zum Ende des Geschäftsjahres 1931 bereits 1350 Kunden zählen konnte. 1932 garantierte die Reichsbahn die Haftung der Spareinlagen, wodurch sich das Wachstum der ursprünglich als Selbsthilfeeinrichtung zur gegenseitigen Unterstützung angelegten Genossenschaft weiter verstärkte. Während der Geschäftsbetrieb zu Zeiten des Zweiten Weltkrieges fast zum Erliegen kam, konnte die dann als Eisenbahn-Spar- und Darlehnskasse Nürnberg eGmbH firmierende Bank vor allem in den darauffolgenden Nachkriegsjahren starke Zuwächse im Darlehens- und Baufinanzierungsgeschäft verzeichnen. Nachdem Ende der 1950er-Jahre die Lohntüte vielerorts durch das elektronische Zahlungskonto abgelöst wurde, eröffneten Tausende Bahnmitarbeiter ihr kostenloses Girokonto bei der in Nürnberg ansässigen Darlehenskasse.
Bedingt durch eine Änderung der Satzung öffnete sich die Bank in den 1970er-Jahren auch Mitarbeitern des öffentlichen Dienstes. Im Zuge dieser Satzungsänderung wurde aus der Eisenbahn-Spar- und Darlehenskasse Nürnberg eG mit Eintragung vom 15. Januar 1979 die Sparda-Bank Nürnberg eG. Wenige Jahre später weitete das genossenschaftliche Kreditinstitut die Kundengruppen abermals aus; seitdem können nun auch alle Lohn-, Gehalts- oder Rentenempfänger ein Girokonto eröffnen, damals ebenfalls noch mit kostenloser Kontoführung. Durch diese Entscheidungen konnte die Bank den starken Wachstumskurs fortführen. Hatten 1998 100.000 Kunden Mitgliedsanteile gezeichnet, stieg dieser Wert bis 2005 auf mehr als 145.000 Kunden an. Gegenwärtig ist die Anzahl der Mitglieder rückläufig.
1979 eröffnete das genossenschaftliche Kreditinstitut mit dem Standort in Würzburg die erste Filiale außerhalb der Nürnberger Stadtgrenze. Bis dahin war es üblich, dass sich die DB-Mitarbeiter fast ausschließlich an den Fahrkartenschaltern der Bahn mit Bargeld versorgten („DB-Kassenberechtigung“). Anschließend folgten mit Geschäftsstellen in Bayreuth, Aschaffenburg, Schweinfurt und Fürth weitere Standorte in ganz Nordbayern. Inzwischen wurden mehrere Filialen in SB-Center ohne Personal umgewandelt (z. B. Südklinikum Nürnberg) oder wieder geschlossen. Aktuell (Stand: März 2024) ist die Sparda-Bank mit insgesamt 13 personenbesetzten Filialen im gesamten Geschäftsgebiet vertreten.
Die Sparda-Bank Nürnberg präsentiert sich als Anbieter einer Omnikanalstrategie. So besteht neben dem klassischen Filialnetz auch die Möglichkeit Bankgeschäfte online, telefonisch oder über die Banking-App zu erledigen.
Heute ist die Sparda-Bank Nürnberg eine Direktbank mit Filialen; sie will damit nach eigener Aussage die Vorteile einer Direktbank mit den Vorteilen einer Filialbank kombinieren.
Durch die Teilnahme am Cashpool-Verbund und dem Bankcard-Servicenetz stehen den Kunden mit entsprechendem Girokonto bundesweit rund 17.000 Geldautomaten zur kostenlosen Bargeldversorgung zur Verfügung.

## Geschäftsausrichtung
Die Sparda-Bank Nürnberg betreibt das Universalbankgeschäft und bietet für Privatkunden Finanzdienstleistungen auf den Gebieten Baufinanzierung, Ratenkredite, Anlageprodukte und Giro. Im Verbundgeschäft arbeitet sie mit der DZ Bank, DEVK Versicherung, Bausparkasse Schwäbisch Hall und der Union Investment zusammen. 
Die Sparda-Bank Nürnberg gehört dem Verband der Sparda-Banken an. Als eine der elf selbstständigen Sparda-Banken ist sie Mitglied im Bundesverband der Deutschen Volksbanken und Raiffeisenbanken (BVR).

## Geschäftsgebiet

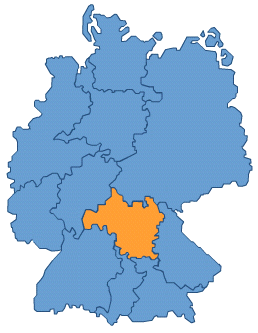
Geschäftsgebiet

Der Geschäftsbereich erstreckt sich über Nordbayern in den Regierungsbezirken Unterfranken, Mittelfranken und Oberfranken.
An diesen Orten betreibt die Bank Filialen:
- Nürnberg (Hauptstelle, Sitz + 3 Geschäftsstellen + 4 SB-Geschäftsstellen)
- Ansbach (Geschäftsstelle)
- Aschaffenburg (Geschäftsstelle)
- Bamberg (Geschäftsstelle)
- Bayreuth (Geschäftsstelle)
- Coburg (Geschäftsstelle)
- Erlangen (Geschäftsstelle)
- Fürth (Geschäftsstelle)
- Lichtenfels (SB-Geschäftsstelle)
- Schwabach (Geschäftsstelle)
- Schweinfurt (Geschäftsstelle)
- Würzburg (Geschäftsstelle)
- Neumarkt in der Oberpfalz (SB-Geschäftsstelle)

## Girokonto
Bis Ende des Jahres 2020 warb die Sparda-Bank Nürnberg mit der kostenlosen Kontoführung des Girokontos als Lohn-, Gehalts- oder Rentenkonto. Ohne Lohn-, Gehalts- oder Renteneingang betrug die Gebühr 2,99 Euro pro Monat. Für die Debitkarte (Girocard) wurde eine Jahresgebühr von 12 Euro erhoben, die bei 100 Handelsumsätzen jährlich erstattet wurde.
Im April 2024 wurden drei neue Girokontomodelle eingeführt, darunter auch das bei „aktiver Nutzung“ („3 Transaktionen im Monat“ oder mehr und umfangreiche Werbeeinwilligung) grundgebührfreie Online-Girokonto.
Die Sparda-Bank Nürnberg ist eine von vier Sparda-Banken, die nach dem Ausstieg aus der eigenen App zum Online-Banking trotz heftiger anhaltender Kundenproteste an der App des Startup-Unternehmens Comeco und dessen Finanzierung festhielten, nachdem andere Sparda-Banken nach Alternativen suchten.
Die Sparda-Bank Nürnberg entschied sich gemeinsam mit den anderen beteiligten Sparda-Banken dazu, das derzeitige gemeinsame Online-Banking (TEO-App des Start-Ups Comeco) und das gemeinsame IT-Transformationsprojekt in der Sopra Financial Technology GmbH (der 1983 gegründeten Sparda-Datenverarbeitung eG) nicht weiter zu verfolgen. Die Zusammenarbeit wurde im Juli 2025 beendet und die Genossenschaftsbank wechselte zu Atruvia.